# Oscar för bästa manliga huvudroll
Nedan följer en lista över vinnare och nominerade av en Oscar för Bästa manliga huvudroll. Priset har delats ut i den här kategorin sedan den allra första Oscarsgalan, då Emil Jannings vann för roller i två filmer. Svensken Max von Sydow blev 1988 nominerad i kategorin för sin roll i Pelle Erövraren.
Vinnare presenteras överst i fetstil och gul färg, och övriga nominerade följer efter. Året avser det år som filmerna hade premiär i USA, varpå skådespelarna tilldelades priset på galan året efter.

## Vinnare och nominerade

### 1920-talet
| År                | Skådespelare        | Film                        | Roll                         |
| 1927 / 1928 (1:a) |                     |                             |                              |
| ----------------- | ------------------- | --------------------------- | ---------------------------- |
| 1927 / 1928 (1:a) | Emil Jannings       | Sista Kommandot             | Grand Duke Sergius Alexander |
| 1927 / 1928 (1:a) | Emil Jannings       | The Way of All Flesh        | August Schilling             |
| 1927 / 1928 (1:a) | Richard Barthelmess | The Noose                   | Nickie Elkins                |
| 1927 / 1928 (1:a) | Richard Barthelmess | The Patent Leather Kid      | Patent Leather Kid           |
| 1928 / 1929 (2:a) |                     |                             |                              |
| Warner Baxter     | In Old Arizona      | The Cisco Kid               |                              |
| George Bancroft   | Thunderbolt         | Thunderbolt Jim Lang        |                              |
| Chester Morris    | Alibi               | Chick Williams (No. 1065)   |                              |
| Paul Muni         | The Valiant         | James Dyke                  |                              |
| Lewis Stone       | The Patriot         | Peter Ludwig von der Pahlen |                              |

### 1930-talet
| År                | Skådespelare                   | Film                           | Roll                           |
| 1929 / 1930 (3:e) |                                |                                |                                |
| ----------------- | ------------------------------ | ------------------------------ | ------------------------------ |
| 1929 / 1930 (3:e) | George Arliss                  | Disraeli                       | Benjamin Disraeli              |
| 1929 / 1930 (3:e) | George Arliss                  | The Green Goddess              | The Raja of Rukh               |
| 1929 / 1930 (3:e) | Wallace Beery                  | The Big House                  | 'Machine Gun' Butch Schmidt    |
| 1929 / 1930 (3:e) | Maurice Chevalier              | Hans fästmö från New York      | Pierre Mirande                 |
| 1929 / 1930 (3:e) | Maurice Chevalier              | Prinsgemålen                   | Greve Alfred Renard            |
| 1929 / 1930 (3:e) | Ronald Colman                  | Bulldog Drummond               | Kapten Hugh 'Bulldog' Drummond |
| 1929 / 1930 (3:e) | Ronald Colman                  | Condemned                      | Michel                         |
| 1929 / 1930 (3:e) | Lawrence Tibbett               | The Rogue Song                 | Yegor                          |
| 1930 / 1931 (4:e) |                                |                                |                                |
| Lionel Barrymore  | Farlig kärlek                  | Stephen Ashe                   |                                |
| Adolphe Menjou    | The Front Page                 | Walter Burns                   |                                |
| Jackie Cooper     | Skippy                         | Skippy Skinner                 |                                |
| Richard Dix       | Cimarron                       | Yancey Cravat                  |                                |
| Fredric March     | Kungliga familjen              | Tony Cavendish                 |                                |
| 1931 / 1932 (5:e) |                                |                                |                                |
| Wallace Beery     | En hjälte                      | Andy "Champ" Purcell           |                                |
| Fredric March     | Dr. Jekyll och Mr. Hyde        | Dr. Henry L. Jekyll / Mr. Hyde |                                |
| Alfred Lunt       | The Guardsman                  | Skådespelaren                  |                                |
| 1932 / 1933 (6:e) |                                |                                |                                |
| Charles Laughton  | Kvinnorna kring kungen         | Henrik VIII av England         |                                |
| Leslie Howard     | Gengångaren på Berkeley Square | Peter Standish                 |                                |
| Paul Muni         | Jag är en förrymd kedjefånge   | James Allen                    |                                |
| 1934 (7:e)        |                                |                                |                                |
| Clark Gable       | Det hände en natt              | Peter Warne                    |                                |
| Frank Morgan      | Älskaren från Florens          | Alessandro de' Medici          |                                |
| William Powell    | Den gäckande skuggan           | Nick Charles                   |                                |
| 1935 (8:e)        |                                |                                |                                |
| Victor McLaglen   | Angivaren                      | Gypo Nolan                     |                                |
| Clark Gable       | Myteri                         | Fletcher Christian             |                                |
| Charles Laughton  | Myteri                         | William Bligh                  |                                |
| Franchot Tone     | Myteri                         | Peter Heywood                  |                                |
| 1936 (9:e)        |                                |                                |                                |
| Paul Muni         | Louis Pasteur                  | Louis Pasteur                  |                                |
| Gary Cooper       | En gentleman kommer till stan  | Longfellow Deeds               |                                |
| Walter Huston     | Varför byta männen hustru?     | Sam Dodsworth                  |                                |
| William Powell    | Godfrey ordnar allt            | Godfrey Park                   |                                |
| Spencer Tracy     | San Francisco                  | Fader Tim Mullin               |                                |
| 1937 (10:e)       |                                |                                |                                |
| Spencer Tracy     | Havets hjältar                 | Manuel                         |                                |
| Charles Boyer     | Marie Walewska                 | Napoleon I                     |                                |
| Fredric March     | Skandal i Hollywood            | Norman Maine                   |                                |
| Robert Montgomery | Night Must Fall                | Danny                          |                                |
| Paul Muni         | Emile Zolas liv                | Émile Zola                     |                                |
| 1938 (11:e)       |                                |                                |                                |
| Spencer Tracy     | Han som tänkte med hjärtat     | Edward J. Flanagan             |                                |
| Charles Boyer     | Algiers                        | Pepe le Moko                   |                                |
| James Cagney      | Panik i gangstervärlden        | Rocky Sullivan                 |                                |
| Robert Donat      | Citadellet                     | Dr. Andrew Manson              |                                |
| Leslie Howard     | Pygmalion                      | Professor Henry Higgins        |                                |
| 1939 (12:e)       |                                |                                |                                |
| Robert Donat      | Adjö, Mr. Chips                | Charles Edward Chipping        |                                |
| Clark Gable       | Borta med vinden               | Rhett Butler                   |                                |
| Laurence Olivier  | Svindlande höjder              | Heathcliff                     |                                |
| Mickey Rooney     | Vi charmörer                   | Mickey Moran                   |                                |
| James Stewart     | Mr Smith i Washington          | Jefferson Smith                |                                |

### 1940-talet
| År                 | Skådespelare                  | Film                             | Roll                                                   |
| 1940 (13:e)        |                               |                                  |                                                        |
| ------------------ | ----------------------------- | -------------------------------- | ------------------------------------------------------ |
| 1940 (13:e)        | James Stewart                 | En skön historia                 | Macaulay Connor                                        |
| 1940 (13:e)        | Charlie Chaplin               | Diktatorn                        | Adenoid Hynkel (Tomanias diktator) En judisk barberare |
| 1940 (13:e)        | Henry Fonda                   | Vredens druvor                   | Tom Joad                                               |
| 1940 (13:e)        | Raymond Massey                | Abraham Lincoln - en folkets man | Abraham Lincoln                                        |
| 1940 (13:e)        | Laurence Olivier              | Rebecca                          | 'Maxim' de Winter                                      |
| 1941 (14:e)        |                               |                                  |                                                        |
| Gary Cooper        | Sergeant York                 | Alvin C. York                    |                                                        |
| Cary Grant         | Första gången jag såg dej...  | Roger Adams                      |                                                        |
| Walter Huston      | Inled oss icke i frestelse    | Mr. Scratch                      |                                                        |
| Robert Montgomery  | Min ande på villovägar        | Joe Pendleton                    |                                                        |
| Orson Welles       | En sensation                  | Charles Foster Kane              |                                                        |
| 1942 (15:e)        |                               |                                  |                                                        |
| James Cagney       | Yankee Doodle Dandy           | George M. Cohan                  |                                                        |
| Ronald Colman      | Slumpens skördar              | Charles Rainier                  |                                                        |
| Gary Cooper        | Bragdernas man                | Lou Gehrig                       |                                                        |
| Walter Pidgeon     | Mrs. Miniver                  | Clem Miniver                     |                                                        |
| Monty Woolley      | Mannen med sälgpiporna        | Howard                           |                                                        |
| 1943 (16:e)        |                               |                                  |                                                        |
| Paul Lukas         | En dag skall komma            | Kurt Muller                      |                                                        |
| Humphrey Bogart    | Casablanca                    | Rick Blaine                      |                                                        |
| Gary Cooper        | Klockan klämtar för dig       | Robert Jordan                    |                                                        |
| Walter Pidgeon     | Madame Curie                  | Pierre Curie                     |                                                        |
| Mickey Rooney      | Vi människor                  | Homer Macauley                   |                                                        |
| 1944 (17:e)        |                               |                                  |                                                        |
| Bing Crosby        | Vandra min väg                | Fader Chuck O'Malley             |                                                        |
| Charles Boyer      | Gasljus                       | Gregory Anton                    |                                                        |
| Barry Fitzgerald   | Vandra min väg                | Fader Fitzgibbon                 |                                                        |
| Cary Grant         | Blott den som längtan känt... | Ernie Mott                       |                                                        |
| Alexander Knox     | Wilson                        | Woodrow Wilson                   |                                                        |
| 1945 (18:e)        |                               |                                  |                                                        |
| Ray Milland        | Förspillda dagar              | Don Birnam                       |                                                        |
| Bing Crosby        | Klockorna i S:t Mary          | Fader Chuck O'Malley             |                                                        |
| Gene Kelly         | Säg det med sång              | Joseph Brady                     |                                                        |
| Gregory Peck       | Himmelrikets nycklar          | Fader Francis                    |                                                        |
| Cornel Wilde       | Den stora drömmen             | Frédéric Chopin                  |                                                        |
| 1946 (19:e)        |                               |                                  |                                                        |
| Fredric March      | De bästa åren                 | Al Stephenson                    |                                                        |
| Laurence Olivier   | Henrik V                      | Henrik V av England              |                                                        |
| Larry Parks        | Al Jolson                     | Al Jolson                        |                                                        |
| Gregory Peck       | Hjortkalven                   | Ezra 'Penny' Baxter              |                                                        |
| James Stewart      | Livet är underbart            | George Bailey                    |                                                        |
| 1947 (20:e)        |                               |                                  |                                                        |
| Ronald Colman      | Dubbelliv                     | Anthony John                     |                                                        |
| John Garfield      | Kropp och själ                | Charlie Davis                    |                                                        |
| Gregory Peck       | Tyst överenskommelse          | Philip Schuyler Green            |                                                        |
| William Powell     | Pappa och vi                  | Clarence Day, Sr.                |                                                        |
| Michael Redgrave   | Mourning Becomes Electra      | Orin Mannon                      |                                                        |
| 1948 (21:a)        |                               |                                  |                                                        |
| Laurence Olivier   | Hamlet                        | Hamlet                           |                                                        |
| Lew Ayres          | Våld i mörker                 | Dr. Robert Richardson            |                                                        |
| Montgomery Clift   | Det dagas                     | Ralph 'Steve' Stevenson          |                                                        |
| Dan Dailey         | Vi dansar och ler             | 'Skid' Johnson                   |                                                        |
| Clifton Webb       | Alla tiders dadda             | Lynn Aloysius Belvedere          |                                                        |
| 1949 (22:a)        |                               |                                  |                                                        |
| Broderick Crawford | Alla kungens män              | Willie Stark                     |                                                        |
| Kirk Douglas       | Champion                      | Michael 'Midge' Kelly            |                                                        |
| Gregory Peck       | Blodig gryning                | General Frank Savage             |                                                        |
| Richard Todd       | Mannen från Skottland         | Lachlan 'Lachie' MacLachlan      |                                                        |
| John Wayne         | Nationens hjältar             | John M. Stryker                  |                                                        |

### 1950-talet
| År                             | Skådespelare                 | Film                                                    | Roll                       |
| 1950 (23:e)                    |                              |                                                         |                            |
| ------------------------------ | ---------------------------- | ------------------------------------------------------- | -------------------------- |
| 1950 (23:e)                    | José Ferrer                  | Cyrano de Bergerac - värjans mästare                    | Cyrano de Bergerac         |
| 1950 (23:e)                    | Louis Calhern                | The Magnificent Yankee                                  | Oliver Wendell Holmes, Jr. |
| 1950 (23:e)                    | William Holden               | Sunset Boulevard                                        | Joe Gillis                 |
| 1950 (23:e)                    | James Stewart                | Min vän Harvey                                          | Elwood P. Dowd             |
| 1950 (23:e)                    | Spencer Tracy                | Brudens fader                                           | Stanley T. Banks           |
| 1951 (24:e)                    |                              |                                                         |                            |
| Humphrey Bogart                | Afrikas drottning            | Charlie Allnut                                          |                            |
| Marlon Brando                  | Linje Lusta                  | Stanley Kowalski                                        |                            |
| Montgomery Clift               | En plats i solen             | George Eastman                                          |                            |
| Arthur Kennedy                 | Ny gryning                   | Larry Nevins                                            |                            |
| Fredric March                  | En handelsresandes död       | Henry Holland                                           |                            |
| 1952 (25:e)                    |                              |                                                         |                            |
| Gary Cooper                    | Sheriffen                    | Marshal Will Kane                                       |                            |
| Marlon Brando                  | Viva Zapata!                 | Emiliano Zapata                                         |                            |
| Kirk Douglas                   | Illusionernas stad           | Jonathan Shields                                        |                            |
| José Ferrer                    | Målaren på Moulin Rouge      | Henri de Toulouse-Lautrec The Comte de Toulouse-Lautrec |                            |
| Alec Guinness                  | Jag stal en miljon           | Henry Holland                                           |                            |
| 1953 (26:e)                    |                              |                                                         |                            |
| William Holden                 | Fångläger nr 17              | Sgt. J.J. Sefton                                        |                            |
| Marlon Brando                  | Julius Caesar                | Marcus Antonius                                         |                            |
| Richard Burton                 | Den purpurröda manteln       | Marcellus Gallio                                        |                            |
| Montgomery Clift               | Härifrån till evigheten      | Menige Prewitt                                          |                            |
| Burt Lancaster                 | Härifrån till evigheten      | Fanjunkare Milton Warden                                |                            |
| 1954 (27:e)                    |                              |                                                         |                            |
| Marlon Brando                  | Storstadshamn                | Terry Malloy                                            |                            |
| Humphrey Bogart                | Myteriet på Caine            | Philip Francis Queeg                                    |                            |
| Bing Crosby                    | Mannen du gav mig            | Frank Elgin                                             |                            |
| James Mason                    | En stjärna föds              | Norman Maine                                            |                            |
| Dan O'Herlihy                  | Robinson Crusoe              | Robinson Crusoe                                         |                            |
| 1955 (28:e)                    |                              |                                                         |                            |
| Ernest Borgnine                | Marty                        | Marty Piletti                                           |                            |
| James Cagney                   | Dej ska jag ha!              | Martin Snyder                                           |                            |
| James Dean (postum nominering) | Öster om Eden                | Cal Trask                                               |                            |
| Frank Sinatra                  | Mannen med den gyllene armen | Frankie Machine                                         |                            |
| Spencer Tracy                  | En man steg av tåget         | John J. Macreedy                                        |                            |
| 1956 (29:e)                    |                              |                                                         |                            |
| Yul Brynner                    | Kungen och jag               | Kung Mongkut av Siam                                    |                            |
| James Dean (postum nominering) | Jätten                       | Jett Rink                                               |                            |
| Kirk Douglas                   | Han som älskade livet        | Vincent van Gogh                                        |                            |
| Rock Hudson                    | Jätten                       | Jordan "Bick" Benedict Jr.                              |                            |
| Laurence Olivier               | Richard III                  | Rikard III av England                                   |                            |
| 1957 (30:e)                    |                              |                                                         |                            |
| Alec Guinness                  | Bron över floden Kwai        | Colonel Nicholson                                       |                            |
| Marlon Brando                  | Sayonara                     | Major Lloyd 'Ace' Gruver                                |                            |
| Anthony Franciosa              | En handfull snö              | Polo Pope                                               |                            |
| Charles Laughton               | Åklagarens vittne            | Sir Wilfrid Robarts                                     |                            |
| Anthony Quinn                  | Wild Is the Wind             | Gino                                                    |                            |
| 1958 (31:a)                    |                              |                                                         |                            |
| David Niven                    | Vid skilda bord              | Major Angus Pollock                                     |                            |
| Tony Curtis                    | Kedjan                       | John 'Joker' Jackson                                    |                            |
| Paul Newman                    | Katt på hett plåttak         | Brick Pollitt                                           |                            |
| Sidney Poitier                 | Kedjan                       | Noah Cullen                                             |                            |
| Spencer Tracy                  | Den gamle och havet          | Den gamle mannen                                        |                            |
| 1959 (32:a)                    |                              |                                                         |                            |
| Charlton Heston                | Ben-Hur                      | Judah Ben-Hur                                           |                            |
| Laurence Harvey                | Plats på toppen              | Joe Lampton                                             |                            |
| Jack Lemmon                    | I hetaste laget              | C. C. 'Bud' Baxter                                      |                            |
| Paul Muni                      | Vredens man                  | Dr. Sam Abelman                                         |                            |
| James Stewart                  | Analys av ett mord           | Paul Biegler                                            |                            |

### 1960-talet
| År                                | Skådespelare                                     | Film                                                             | Roll               |
| 1960 (33:e)                       |                                                  |                                                                  |                    |
| --------------------------------- | ------------------------------------------------ | ---------------------------------------------------------------- | ------------------ |
| 1960 (33:e)                       | Burt Lancaster                                   | Elmer Gantry                                                     | Elmer Gantry       |
| 1960 (33:e)                       | Trevor Howard                                    | Sons and Lovers                                                  | Walter Morel       |
| 1960 (33:e)                       | Jack Lemmon                                      | Ungkarlslyan                                                     | C. C. 'Bud' Baxter |
| 1960 (33:e)                       | Laurence Olivier                                 | Glädjespridaren                                                  | Archie Rice        |
| 1960 (33:e)                       | Spencer Tracy                                    | Vad vinden sår                                                   | Henry Drummond     |
| 1961 (34:e)                       |                                                  |                                                                  |                    |
| Maximilian Schell                 | Dom i Nürnberg                                   | Hans Rolfe                                                       |                    |
| Charles Boyer                     | Fanny                                            | Cesar                                                            |                    |
| Paul Newman                       | Fifflaren                                        | Eddie Felson                                                     |                    |
| Spencer Tracy                     | Dom i Nürnberg                                   | Domare Dan Haywood                                               |                    |
| Stuart Whitman                    | The Mark                                         | Jim Fuller                                                       |                    |
| 1962 (35:e)                       |                                                  |                                                                  |                    |
| Gregory Peck                      | Skuggor över Södern                              | Atticus Finch                                                    |                    |
| Burt Lancaster                    | Fången på Alcatraz                               | Robert Franklin Stroud                                           |                    |
| Jack Lemmon                       | Dagen efter rosorna                              | Joe Clay                                                         |                    |
| Marcello Mastroianni              | Divorzio all'italiana                            | Ferdinando Cefalù                                                |                    |
| Peter O'Toole                     | Lawrence av Arabien                              | T. E. Lawrence                                                   |                    |
| 1963 (36:e)                       |                                                  |                                                                  |                    |
| Sidney Poitier                    | Liljorna på marken                               | Homer Smith                                                      |                    |
| Albert Finney                     | Tom Jones!                                       | Tom Jones                                                        |                    |
| Richard Harris                    | Idolen                                           | Frank Machin                                                     |                    |
| Rex Harrison                      | Cleopatra                                        | Julius Caesar                                                    |                    |
| Paul Newman                       | Vildast av dem alla                              | Hud Bannon                                                       |                    |
| 1964 (37:e)                       |                                                  |                                                                  |                    |
| Rex Harrison                      | My Fair Lady                                     | Professor Henry Higgins                                          |                    |
| Richard Burton                    | Becket                                           | Thomas Becket                                                    |                    |
| Peter O'Toole                     | Becket                                           | Henrik II av England                                             |                    |
| Anthony Quinn                     | Zorba                                            | Alexis Zorba                                                     |                    |
| Peter Sellers                     | Dr. Strangelove                                  | Överste Lionel Mandrake President Merkin Muffley Dr. Strangelove |                    |
| 1965 (38:e)                       |                                                  |                                                                  |                    |
| Lee Marvin                        | Cat Ballou skjuter skarpt                        | Kid Shelleen / Tim Strawn                                        |                    |
| Richard Burton                    | Spionen som kom in från kylan                    | Alec Leamas                                                      |                    |
| Laurence Olivier                  | Othello                                          | Othello                                                          |                    |
| Rod Steiger                       | Pantlånaren                                      | Sol Nazerman                                                     |                    |
| Oskar Werner                      | Narrskeppet                                      | Willie Schumann                                                  |                    |
| 1966 (39:e)                       |                                                  |                                                                  |                    |
| Paul Scofield                     | En man för alla tider                            | Sir Thomas More                                                  |                    |
| Alan Arkin                        | The Russians Are Coming, the Russians Are Coming | Lt. Rozanov                                                      |                    |
| Richard Burton                    | Vem är rädd för Virginia Woolf?                  | George                                                           |                    |
| Michael Caine                     | Fallet Alfie                                     | Alfie Elkins                                                     |                    |
| Steve McQueen                     | Kanonbåten San Pablo                             | Jake Holman                                                      |                    |
| 1967 (40:e)                       |                                                  |                                                                  |                    |
| Rod Steiger                       | I nattens hetta                                  | Polischef Bill Gillespie                                         |                    |
| Warren Beatty                     | Bonnie och Clyde                                 | Clyde Barrow                                                     |                    |
| Dustin Hoffman                    | Mandomsprovet                                    | Benjamin Braddock                                                |                    |
| Paul Newman                       | Rebell i bojor                                   | Luke Jackson                                                     |                    |
| Spencer Tracy (postum nominering) | Gissa vem som kommer på middag                   | Matt Drayton                                                     |                    |
| 1968 (41:a)                       |                                                  |                                                                  |                    |
| Cliff Robertson                   | Charly                                           | Charly Gordon                                                    |                    |
| Alan Arkin                        | Hjärtat jagar allena                             | John Singer                                                      |                    |
| Alan Bates                        | Fixaren                                          | Yakov Bok                                                        |                    |
| Ron Moody                         | Oliver!                                          | Fagin                                                            |                    |
| Peter O'Toole                     | Så tuktas ett lejon                              | Henrik II av England                                             |                    |
| 1969 (42:a)                       |                                                  |                                                                  |                    |
| John Wayne                        | De sammanbitna                                   | Reuben J. "Rooster" Cogburn                                      |                    |
| Richard Burton                    | Tusen dagarnas drottning                         | Henrik VIII av England                                           |                    |
| Dustin Hoffman                    | Midnight Cowboy                                  | Enrico Salvatore 'Ratso' Rizzo                                   |                    |
| Peter O'Toole                     | Goodbye, Mr. Chips                               | Arthur Chipping                                                  |                    |
| Jon Voight                        | Midnight Cowboy                                  | Joe Buck                                                         |                    |

### 1970-talet
| År                           | Skådespelare                             | Film                         | Roll                |
| 1970 (43:e)                  |                                          |                              |                     |
| ---------------------------- | ---------------------------------------- | ---------------------------- | ------------------- |
| 1970 (43:e)                  | George C. Scott (ej mottagen)            | Patton – Pansargeneralen     | George S. Patton    |
| 1970 (43:e)                  | Melvyn Douglas                           | Jag sjöng aldrig för min far | Tom Garrison        |
| 1970 (43:e)                  | James Earl Jones                         | Det stora vita hoppet        | Jack Johnson        |
| 1970 (43:e)                  | Jack Nicholson                           | Five Easy Pieces             | Robert Eroica Dupea |
| 1970 (43:e)                  | Ryan O'Neal                              | Love Story                   | Oliver Barrett IV   |
| 1971 (44:e)                  |                                          |                              |                     |
| Gene Hackman                 | French Connection - Lagens våldsamma män | Jimmy "Popeye" Doyle         |                     |
| Peter Finch                  | Söndag, satans söndag                    | Doktor Daniel Hirsh          |                     |
| Walter Matthau               | Kotch                                    | Joseph P. Kotcher            |                     |
| George C. Scott              | Kliniken                                 | Doctor Herbert Bock          |                     |
| Chaim Topol                  | Spelman på taket                         | Tevye                        |                     |
| 1972 (45:e)                  |                                          |                              |                     |
| Marlon Brando (ej mottagen)  | Gudfadern                                | Vito Corleone                |                     |
| Michael Caine                | 'Sleuth' - Spårhunden                    | Milo Tindle                  |                     |
| Laurence Olivier             | 'Sleuth' - Spårhunden                    | Andrew Wyke                  |                     |
| Peter O'Toole                | Den härskande klassen                    | Frank Serpico                |                     |
| Paul Winfield                | Sounder                                  | Nathan Lee Morgan            |                     |
| 1973 (46:e)                  |                                          |                              |                     |
| Jack Lemmon                  | Save the Tiger                           | Harry Stoner                 |                     |
| Marlon Brando                | Sista tangon i Paris                     | Paul                         |                     |
| Jack Nicholson               | Det hårda straffet                       | Billy Buddusky               |                     |
| Al Pacino                    | Serpico                                  | Frank Serpico                |                     |
| Robert Redford               | Blåsningen                               | Johnny Hooker                |                     |
| 1974 (47:e)                  |                                          |                              |                     |
| Art Carney                   | Harry och Tonto                          | Harry Coombes                |                     |
| Albert Finney                | Mordet på Orientexpressen                | Hercule Poirot               |                     |
| Dustin Hoffman               | Lenny Bruce                              | Lenny Bruce                  |                     |
| Jack Nicholson               | Chinatown                                | Jake 'J.J.' Gittes           |                     |
| Al Pacino                    | Gudfadern del II                         | Michael Corleone             |                     |
| 1975 (48:e)                  |                                          |                              |                     |
| Jack Nicholson               | Gökboet                                  | Randle P. McMurphy           |                     |
| Walter Matthau               | The Sunshine Boys                        | Willy Clark                  |                     |
| Al Pacino                    | En satans eftermiddag                    | John Wojtowicz               |                     |
| Maximilian Schell            | The Man in the Glass Booth               | Arthur Goldman               |                     |
| James Whitmore               | Give 'em Hell, Harry!                    | Harry S. Truman              |                     |
| 1976 (49:e)                  |                                          |                              |                     |
| Peter Finch (postum vinnare) | Network                                  | Howard Beale                 |                     |
| Robert De Niro               | Taxi Driver                              | Travis Bickle                |                     |
| Giancarlo Giannini           | Mannen som köpte sitt liv                | Pasqualino Frafuso           |                     |
| William Holden               | Network                                  | Max Schumacher               |                     |
| Sylvester Stallone           | Rocky                                    | Rocky Balboa                 |                     |
| 1977 (50:e)                  |                                          |                              |                     |
| Richard Dreyfuss             | Sa jag adjö när jag kom?                 | Elliot Garfield              |                     |
| Woody Allen                  | Annie Hall                               | Alvy Singer                  |                     |
| Richard Burton               | Equus                                    | Martin Dysart                |                     |
| Marcello Mastroianni         | En alldeles särskild dag                 | Gabriele                     |                     |
| John Travolta                | Saturday Night Fever                     | Tony Manero                  |                     |
| 1978 (51:a)                  |                                          |                              |                     |
| Jon Voight                   | Hemkomsten                               | Luke Martin                  |                     |
| Warren Beatty                | Himlen kan vänta                         | Joe Pendleton                |                     |
| Gary Busey                   | Historien om Buddy Holly                 | Buddy Holly                  |                     |
| Robert De Niro               | Deer Hunter                              | Michael Vronsky              |                     |
| Laurence Olivier             | Pojkarna från Brasilien                  | Ezra Lieberman               |                     |
| 1979 (52:a)                  |                                          |                              |                     |
| Dustin Hoffman               | Kramer mot Kramer                        | Ted Kramer                   |                     |
| Jack Lemmon                  | Kinasyndromet                            | Jack Godell                  |                     |
| Al Pacino                    | ...och rättvisa åt alla                  | Arthur Kirkland              |                     |
| Roy Scheider                 | Showtime                                 | Joe Gideon                   |                     |
| Peter Sellers                | Välkommen Mr. Chance                     | Chance                       |                     |

### 1980-talet
| År                   | Skådespelare                    | Film                              | Roll                         |
| 1980 (53:e)          |                                 |                                   |                              |
| -------------------- | ------------------------------- | --------------------------------- | ---------------------------- |
| 1980 (53:e)          | Robert De Niro                  | Tjuren från Bronx                 | Jake LaMotta                 |
| 1980 (53:e)          | Robert Duvall                   | The Great Santini                 | Överstelöjtnant Bull Meechum |
| 1980 (53:e)          | John Hurt                       | Elefantmannen                     | Joseph Merrick               |
| 1980 (53:e)          | Jack Lemmon                     | Tribute                           | Scottie Templeton            |
| 1980 (53:e)          | Peter O'Toole                   | Stuntmannen                       | Eli Cross                    |
| 1981 (54:e)          |                                 |                                   |                              |
| Henry Fonda          | Sista sommaren                  | Norman Thayer                     |                              |
| Warren Beatty        | Reds                            | John Reed                         |                              |
| Burt Lancaster       | Atlantic City, U.S.A.           | Lou Pascal                        |                              |
| Dudley Moore         | En brud för mycket              | Arthur Bach                       |                              |
| Paul Newman          | Utan ont uppsåt                 | Michael Colin Gallagher           |                              |
| 1982 (55:e)          |                                 |                                   |                              |
| Ben Kingsley         | Gandhi                          | Mahatma Gandhi                    |                              |
| Dustin Hoffman       | Tootsie                         | Michael Dorsey / Dorothy Michaels |                              |
| Jack Lemmon          | Försvunnen                      | Ed Horman                         |                              |
| Paul Newman          | Domslutet                       | Frank Galvin                      |                              |
| Peter O'Toole        | Berusad av framgång             | Alan Swann                        |                              |
| 1983 (56:e)          |                                 |                                   |                              |
| Robert Duvall        | På nåd och onåd                 | Mac Sledge                        |                              |
| Michael Caine        | Timmarna med Rita               | Dr. Frank Bryant                  |                              |
| Tom Conti            | Reuben, Reuben                  | Gowan McGland                     |                              |
| Tom Courtenay        | Påklädaren                      | Norman                            |                              |
| Albert Finney        | Påklädaren                      | Sir                               |                              |
| 1984 (57:e)          |                                 |                                   |                              |
| F. Murray Abraham    | Amadeus                         | Antonio Salieri                   |                              |
| Jeff Bridges         | Starman                         | Starman                           |                              |
| Albert Finney        | Under vulkanen                  | Geoffrey Firmin                   |                              |
| Tom Hulce            | Amadeus                         | Wolfgang Amadeus Mozart           |                              |
| Sam Waterston        | Dödens fält                     | Sydney Schanberg                  |                              |
| 1985 (58:e)          |                                 |                                   |                              |
| William Hurt         | Spindelkvinnans kyss            | Luis Molina                       |                              |
| Harrison Ford        | Vittne till mord                | John Book                         |                              |
| James Garner         | Murphys romans                  | Murphy Jones                      |                              |
| Jack Nicholson       | Prizzis heder                   | Charley Partanna                  |                              |
| Jon Voight           | Runaway Train                   | Oscar 'Manny' Manheim             |                              |
| 1986 (59:e)          |                                 |                                   |                              |
| Paul Newman          | The Color of Money - Revanschen | Fast Eddie Felson                 |                              |
| Dexter Gordon        | Kring midnatt                   | Dale Turner                       |                              |
| Bob Hoskins          | Mona Lisa                       | George                            |                              |
| William Hurt         | Bortom alla ord                 | James Leeds                       |                              |
| James Woods          | Salvador                        | Richard Boyle                     |                              |
| 1987 (60:e)          |                                 |                                   |                              |
| Michael Douglas      | Wall Street                     | Gordon Gekko                      |                              |
| William Hurt         | Broadcast News - nyhetsfeber    | Tom Grunick                       |                              |
| Marcello Mastroianni | Svarta ögon                     | Romano                            |                              |
| Jack Nicholson       | Järngräs                        | Francis Phelan                    |                              |
| Robin Williams       | Good Morning, Vietnam           | Adrian Cronauer                   |                              |
| 1988 (61:a)          |                                 |                                   |                              |
| Dustin Hoffman       | Rain Man                        | Raymond Babbitt                   |                              |
| Gene Hackman         | Mississippi brinner             | Agent Rupert Anderson             |                              |
| Tom Hanks            | Big                             | Josh Baskin                       |                              |
| Edward James Olmos   | Vinna eller försvinna           | Jaime Escalante                   |                              |
| Max von Sydow        | Pelle Erövraren                 | Lasse Karlsson                    |                              |
| 1989 (62:a)          |                                 |                                   |                              |
| Daniel Day-Lewis     | Min vänstra fot                 | Christy Brown                     |                              |
| Kenneth Branagh      | Henrik V                        | Henrik V av England               |                              |
| Tom Cruise           | Född den fjärde juli            | Ron Kovic                         |                              |
| Morgan Freeman       | På väg med miss Daisy           | Hoke Colburn                      |                              |
| Robin Williams       | Döda poeters sällskap           | John Keating                      |                              |

### 1990-talet
| År                                 | Skådespelare                   | Film                        | Roll                    |
| 1990 (63:e)                        |                                |                             |                         |
| ---------------------------------- | ------------------------------ | --------------------------- | ----------------------- |
| 1990 (63:e)                        | Jeremy Irons                   | Mysteriet von Bülow         | Claus von Bülow         |
| 1990 (63:e)                        | Kevin Costner                  | Dansar med vargar           | Löjtnant John J. Dunbar |
| 1990 (63:e)                        | Robert De Niro                 | Uppvaknanden                | Leonard Lowe            |
| 1990 (63:e)                        | Gérard Depardieu               | Cyrano de Bergerac          | Cyrano de Bergerac      |
| 1990 (63:e)                        | Richard Harris                 | Det gröna fältet            | "Bull" McCabe           |
| 1991 (64:e)                        |                                |                             |                         |
| Anthony Hopkins                    | När lammen tystnar             | Hannibal Lecter             |                         |
| Warren Beatty                      | Bugsy                          | Bugsy Siegel                |                         |
| Robert De Niro                     | Cape Fear                      | Max Cady                    |                         |
| Nick Nolte                         | Tidvattnets furste             | Tom Wingo                   |                         |
| Robin Williams                     | Fisher King                    | Parry                       |                         |
| 1992 (65:e)                        |                                |                             |                         |
| Al Pacino                          | En kvinnas doft                | Överstelöjtnant Frank Slade |                         |
| Robert Downey, Jr.                 | Chaplin                        | Charlie Chaplin             |                         |
| Clint Eastwood                     | De skoningslösa                | William Munny               |                         |
| Stephen Rea                        | The Crying Game                | Fergus                      |                         |
| Denzel Washington                  | Malcolm X                      | Malcolm X                   |                         |
| 1993 (66:e)                        |                                |                             |                         |
| Tom Hanks                          | Philadelphia                   | Andrew Beckett              |                         |
| Daniel Day-Lewis                   | I faderns namn                 | Gerry Conlon                |                         |
| Laurence Fishburne                 | What's Love Got to Do with It? | Ike Turner                  |                         |
| Anthony Hopkins                    | Återstoden av dagen            | James Stevens               |                         |
| Liam Neeson                        | Schindler's List               | Oskar Schindler             |                         |
| 1994 (67:e)                        |                                |                             |                         |
| Tom Hanks                          | Forrest Gump                   | Forrest Gump                |                         |
| Morgan Freeman                     | Nyckeln till frihet            | Ellis Boyd "Red" Redding    |                         |
| Nigel Hawthorne                    | Den galne kung George          | Kung Georg III              |                         |
| Paul Newman                        | Nobody's Fool                  | Donald "Sully" Sullivan     |                         |
| John Travolta                      | Pulp Fiction                   | Vincent Vega                |                         |
| 1995 (68:e)                        |                                |                             |                         |
| Nicolas Cage                       | Farväl Las Vegas               | Ben Sanderson               |                         |
| Richard Dreyfuss                   | Mr. Holland's Opus             | Glenn Holland               |                         |
| Anthony Hopkins                    | Nixon                          | Richard Nixon               |                         |
| Sean Penn                          | Dead Man Walking               | Matthew Poncelet            |                         |
| Massimo Troisi (postum nominering) | Il postino - postiljonen       | Mario Ruoppolo              |                         |
| 1996 (69:e)                        |                                |                             |                         |
| Geoffrey Rush                      | Shine                          | David Helfgott              |                         |
| Tom Cruise                         | Jerry Maguire                  | Jerry Maguire               |                         |
| Ralph Fiennes                      | Den engelske patienten         | László Almásy               |                         |
| Woody Harrelson                    | Larry Flynt - skandalernas man | Larry Flynt                 |                         |
| Billy Bob Thornton                 | Sling Blade                    | Karl Childers               |                         |
| 1997 (70:e)                        |                                |                             |                         |
| Jack Nicholson                     | Livet från den ljusa sidan     | Melvin Udall                |                         |
| Matt Damon                         | Will Hunting                   | Will Hunting                |                         |
| Robert Duvall                      | Aposteln                       | Euliss "Sonny" Dewey        |                         |
| Peter Fonda                        | Ulee's Gold                    | Ulee Jackson                |                         |
| Dustin Hoffman                     | Wag the Dog                    | Stanley Motss               |                         |
| 1998 (71:a)                        |                                |                             |                         |
| Roberto Benigni                    | Livet är underbart             | Guido Orefice               |                         |
| Tom Hanks                          | Rädda menige Ryan              | Kapten John Miller          |                         |
| Ian McKellen                       | Gods and Monsters              | James Whale                 |                         |
| Nick Nolte                         | Ont blod                       | Wade Whitehouse             |                         |
| Edward Norton                      | American History X             | Derek Vinyard               |                         |
| 1999 (72:a)                        |                                |                             |                         |
| Kevin Spacey                       | American Beauty                | Lester Burnham              |                         |
| Russell Crowe                      | The Insider                    | Jeffrey Wigand              |                         |
| Richard Farnsworth                 | The Straight Story             | Alvin Straight              |                         |
| Sean Penn                          | Dur och moll                   | Emmet Ray                   |                         |
| Denzel Washington                  | The Hurricane                  | Rubin Carter                |                         |

### 2000-talet
| År                     | Skådespelare                                          | Film                               | Roll                     |
| 2000 (73:e)            |                                                       |                                    |                          |
| ---------------------- | ----------------------------------------------------- | ---------------------------------- | ------------------------ |
| 2000 (73:e)            | Russell Crowe                                         | Gladiator                          | Maximus Decimus Meridius |
| 2000 (73:e)            | Javier Bardem                                         | Before Night Falls                 | Reinaldo Arenas          |
| 2000 (73:e)            | Tom Hanks                                             | Cast Away                          | Chuck Noland             |
| 2000 (73:e)            | Ed Harris                                             | Pollock                            | Jackson Pollock          |
| 2000 (73:e)            | Geoffrey Rush                                         | Quills                             | Markis de Sade           |
| 2001 (74:e)            |                                                       |                                    |                          |
| Denzel Washington      | Training Day                                          | Alonzo Harris                      |                          |
| Russell Crowe          | A Beautiful Mind                                      | John Forbes Nash                   |                          |
| Sean Penn              | I Am Sam                                              | Sam Dawson                         |                          |
| Will Smith             | Ali                                                   | Muhammad Ali                       |                          |
| Tom Wilkinson          | In the Bedroom                                        | Dr. Matt Fowler                    |                          |
| 2002 (75:e)            |                                                       |                                    |                          |
| Adrien Brody           | The Pianist                                           | Wladyslaw Szpilman                 |                          |
| Nicolas Cage           | Adaptation.                                           | Charlie Kaufman & Donald Kaufman   |                          |
| Michael Caine          | Den stillsamme amerikanen                             | Thomas Fowler                      |                          |
| Daniel Day-Lewis       | Gangs of New York                                     | William "Bill the Butcher" Cutting |                          |
| Jack Nicholson         | About Schmidt                                         | Warren R. Schmidt                  |                          |
| 2003 (76:e)            |                                                       |                                    |                          |
| Sean Penn              | Mystic River                                          | Jimmy Markum                       |                          |
| Johnny Depp            | Pirates of the Caribbean - Svarta Pärlans förbannelse | Kapten Jack Sparrow                |                          |
| Ben Kingsley           | Ett hus av sand och dimma                             | Massoud Amir Behrani               |                          |
| Jude Law               | Åter till Cold Mountain                               | Inman                              |                          |
| Bill Murray            | Lost in Translation                                   | Bob Harris                         |                          |
| 2004 (77:e)            |                                                       |                                    |                          |
| Jamie Foxx             | Ray                                                   | Ray Charles                        |                          |
| Don Cheadle            | Hotel Rwanda                                          | Paul Rusesabagina                  |                          |
| Johnny Depp            | Finding Neverland                                     | J.M. Barrie                        |                          |
| Leonardo DiCaprio      | The Aviator                                           | Howard Hughes                      |                          |
| Clint Eastwood         | Million Dollar Baby                                   | Frankie Dunn                       |                          |
| 2005 (78:e)            |                                                       |                                    |                          |
| Philip Seymour Hoffman | Capote                                                | Truman Capote                      |                          |
| Terrence Howard        | Hustle & Flow                                         | Djay                               |                          |
| Heath Ledger           | Brokeback Mountain                                    | Ennis Del Mar                      |                          |
| Joaquin Phoenix        | Walk the Line                                         | Johnny Cash                        |                          |
| David Strathairn       | Good Night, and Good Luck                             | Edward R. Murrow                   |                          |
| 2006 (79:e)            |                                                       |                                    |                          |
| Forest Whitaker        | The Last King of Scotland                             | Idi Amin                           |                          |
| Leonardo DiCaprio      | Blood Diamond                                         | Danny Archer                       |                          |
| Ryan Gosling           | Half Nelson                                           | Dan Dunne                          |                          |
| Peter O'Toole          | Venus                                                 | Maurice                            |                          |
| Will Smith             | Jakten på lycka                                       | Chris Gardner                      |                          |
| 2007 (80:e)            |                                                       |                                    |                          |
| Daniel Day-Lewis       | There Will Be Blood                                   | Daniel Plainview                   |                          |
| George Clooney         | Michael Clayton                                       | Michael Clayton                    |                          |
| Johnny Depp            | Sweeney Todd                                          | Sweeney Todd                       |                          |
| Tommy Lee Jones        | In the Valley of Elah                                 | Hank Deerfield                     |                          |
| Viggo Mortensen        | Eastern Promises                                      | Nikolai Luzhin                     |                          |
| 2008 (81:a)            |                                                       |                                    |                          |
| Sean Penn              | Milk                                                  | Harvey Milk                        |                          |
| Richard Jenkins        | The Visitor                                           | Walter Vale                        |                          |
| Frank Langella         | Frost/Nixon                                           | Richard Nixon                      |                          |
| Brad Pitt              | Benjamin Buttons otroliga liv                         | Benjamin Button                    |                          |
| Mickey Rourke          | The Wrestler                                          | SFC William James                  |                          |
| 2009 (82:a)            |                                                       |                                    |                          |
| Jeff Bridges           | Crazy Heart                                           | Otis "Bad" Blake                   |                          |
| George Clooney         | Up in the Air                                         | Ryan Bingham                       |                          |
| Colin Firth            | En enda man                                           | George Falconer                    |                          |
| Morgan Freeman         | Invictus – de oövervinnerliga                         | Nelson Mandela                     |                          |
| Jeremy Renner          | The Hurt Locker                                       | SFC William James                  |                          |

### 2010-talet
| År          | Skådespelare         | Film                                   | Roll                           |
| ----------- | -------------------- | -------------------------------------- | ------------------------------ |
| 2010 (83:e) | Colin Firth          | The King's Speech                      | Kung Georg VI                  |
| 2010 (83:e) | Javier Bardem        | Biutiful                               | Uxbal                          |
| 2010 (83:e) | Jeff Bridges         | True Grit                              | Rooster Cogburn                |
| 2010 (83:e) | Jesse Eisenberg      | Social Network                         | Mark Zuckerberg                |
| 2010 (83:e) | James Franco         | 127 timmar                             | Aron Ralston                   |
| 2011 (84:e) | Jean Dujardin        | The Artist                             | George Valentin                |
| 2011 (84:e) | Demián Bichir        | A Better Life                          | Carlos Galindo                 |
| 2011 (84:e) | George Clooney       | The Descendants                        | Matt King                      |
| 2011 (84:e) | Gary Oldman          | Tinker, Tailor, Soldier, Spy           | George Smiley                  |
| 2011 (84:e) | Brad Pitt            | Moneyball                              | Billy Beane                    |
| 2012 (85:e) | Daniel Day-Lewis     | Lincoln                                | Abraham Lincoln                |
| 2012 (85:e) | Bradley Cooper       | Du gör mig galen!                      | Patrick "Pat Jr." Solitano     |
| 2012 (85:e) | Hugh Jackman         | Les Misérables                         | Jean Valjean                   |
| 2012 (85:e) | Joaquin Phoenix      | The Master                             | Freddie Quell                  |
| 2012 (85:e) | Denzel Washington    | Flight                                 | William "Whip" Whitaker        |
| 2013 (86:e) | Matthew McConaughey  | Dallas Buyers Club                     | Ron Woodroof                   |
| 2013 (86:e) | Christian Bale       | American Hustle                        | Irving Rosenfeld               |
| 2013 (86:e) | Bruce Dern           | Nebraska                               | Woodrow "Woody" T. Grant       |
| 2013 (86:e) | Leonardo DiCaprio    | The Wolf of Wall Street                | Jordan Belfort                 |
| 2013 (86:e) | Chiwetel Ejiofor     | 12 Years a Slave                       | Solomon Northup                |
| 2014 (87:e) | Eddie Redmayne       | The Theory of Everything               | Stephen Hawking                |
| 2014 (87:e) | Steve Carell         | Foxcatcher                             | John Eleuthère du Pont         |
| 2014 (87:e) | Bradley Cooper       | American Sniper                        | Chris Kyle                     |
| 2014 (87:e) | Benedict Cumberbatch | The Imitation Game                     | Alan Turing                    |
| 2014 (87:e) | Michael Keaton       | Birdman                                | Riggan Thomson                 |
| 2015 (88:e) | Leonardo DiCaprio    | The Revenant                           | Hugh Glass                     |
| 2015 (88:e) | Bryan Cranston       | Trumbo                                 | Dalton Trumbo                  |
| 2015 (88:e) | Matt Damon           | The Martian                            | Mark Watney                    |
| 2015 (88:e) | Michael Fassbender   | Steve Jobs                             | Steve Jobs                     |
| 2015 (88:e) | Eddie Redmayne       | The Danish Girl                        | Lili Elbe / Einar Wegener      |
| 2016 (89:e) | Casey Affleck        | Manchester by the Sea                  | Lee Chandler                   |
| 2016 (89:e) | Andrew Garfield      | Hacksaw Ridge                          | Desmond T. Doss                |
| 2016 (89:e) | Ryan Gosling         | La La Land                             | Sebastian Wilder               |
| 2016 (89:e) | Viggo Mortensen      | Captain Fantastic                      | Ben Cash                       |
| 2016 (89:e) | Denzel Washington    | Fences                                 | Troy Maxson                    |
| 2017 (90:e) | Gary Oldman          | Darkest Hour                           | Winston Churchill              |
| 2017 (90:e) | Timothée Chalamet    | Call Me by Your Name                   | Elio Perlman                   |
| 2017 (90:e) | Daniel Day-Lewis     | Phantom Thread                         | Reynolds Woodcock              |
| 2017 (90:e) | Daniel Kaluuya       | Get Out                                | Chris Washington               |
| 2017 (90:e) | Denzel Washington    | Roman J. Israel, Esq.                  | Roman J. Israel                |
| 2018 (91:a) | Rami Malek           | Bohemian Rhapsody                      | Freddie Mercury                |
| 2018 (91:a) | Christian Bale       | Vice                                   | Dick Cheney                    |
| 2018 (91:a) | Bradley Cooper       | A Star Is Born                         | Jackson "Jack" Maine           |
| 2018 (91:a) | Willem Dafoe         | Vincent van Gogh – Vid evighetens port | Vincent van Gogh               |
| 2018 (91:a) | Viggo Mortensen      | Green Book                             | Frank "Tony Lip" Vallelonga    |
| 2019 (92:a) | Joaquin Phoenix      | Joker                                  | Arthur Fleck / Jokern          |
| 2019 (92:a) | Antonio Banderas     | Smärta och ära                         | Salvador Mallo                 |
| 2019 (92:a) | Leonardo DiCaprio    | Once Upon a Time in Hollywood          | Rick Dalton                    |
| 2019 (92:a) | Adam Driver          | Marriage Story                         | Charlie Barber                 |
| 2019 (92:a) | Jonathan Pryce       | The Two Popes                          | Kardinal Jorge Mario Bergoglio |

### 2020-talet
| År             | Skådespelare         | Film                      | Roll                      |
| -------------- | -------------------- | ------------------------- | ------------------------- |
| 2020/21 (93:e) | Anthony Hopkins      | The Father                | Anthony                   |
| 2020/21 (93:e) | Riz Ahmed            | Sound of Metal            | Ruben Stone               |
| 2020/21 (93:e) | Chadwick Boseman     | Ma Rainey's Black Bottom  | Levee Green               |
| 2020/21 (93:e) | Gary Oldman          | Mank                      | Herman J. Mankiewicz      |
| 2020/21 (93:e) | Steven Yeun          | Minari                    | Jacob Yi                  |
| 2021 (94:e)    | Will Smith           | King Richard              | Richard Williams          |
| 2021 (94:e)    | Javier Bardem        | Being the Ricardos        | Desi Arnaz                |
| 2021 (94:e)    | Benedict Cumberbatch | The Power of the Dog      | Phil Burbank              |
| 2021 (94:e)    | Andrew Garfield      | Tick, Tick... Boom!       | Jonathan Larson           |
| 2021 (94:e)    | Denzel Washington    | The Tragedy of Macbeth    | Lord Macbeth              |
| 2022 (95:e)    | Brendan Fraser       | The Whale                 | Charlie                   |
| 2022 (95:e)    | Austin Butler        | Elvis                     | Elvis Presley             |
| 2022 (95:e)    | Colin Farrell        | The Banshees of Inisherin | Pádraic Súilleabháin      |
| 2022 (95:e)    | Paul Mescal          | Aftersun                  | Calum Paterson            |
| 2022 (95:e)    | Bill Nighy           | Living                    | Mr. Rodney Williams       |
| 2023 (96:e)    | Cillian Murphy       | Oppenheimer               | J. Robert Oppenheimer     |
| 2023 (96:e)    | Bradley Cooper       | Maestro                   | Leonard Bernstein         |
| 2023 (96:e)    | Colman Domingo       | Rustin                    | Bayard Rustin             |
| 2023 (96:e)    | Paul Giamatti        | The Holdovers             | Paul Hunham               |
| 2023 (96:e)    | Jeffrey Wright       | American Fiction          | Thelonius "Monk" Ellison  |
| 2024 (97:e)    | Adrien Brody         | Brutalisten               | László Tóth               |
| 2024 (97:e)    | Timothée Chalamet    | A Complete Unknown        | Bob Dylan                 |
| 2024 (97:e)    | Colman Domingo       | Sing Sing                 | John "Divine G" Whitfield |
| 2024 (97:e)    | Ralph Fiennes        | Konklaven                 | Cardinal Thomas Lawrence  |
| 2024 (97:e)    | Sebastian Stan       | The Apprentice            | Donald Trump              |

## Skådespelare med flera vinster
3 vinster:
- Daniel Day-Lewis

2 vinster:

- Marlon Brando
- Adrien Brody
- Gary Cooper
- Tom Hanks
- Dustin Hoffman
- Anthony Hopkins
- Fredric March
- Jack Nicholson
- Sean Penn
- Spencer Tracy

## Skådespelare med flera nomineringar
9 nomineringar:
- Laurence Olivier
- Spencer Tracy

8 nomineringar:
- Paul Newman
- Jack Nicholson
- Peter O'Toole

7 nomineringar:
- Marlon Brando
- Dustin Hoffman
- Jack Lemmon
- Denzel Washington

6 nomineringar:
- Richard Burton
- Daniel Day-Lewis

5 nomineringar:
- Gary Cooper
- Robert De Niro
- Leonardo DiCaprio
- Tom Hanks
- Fredric March
- Paul Muni
- Al Pacino
- Gregory Peck
- Sean Penn
- James Stewart

4 nomineringar:
- Warren Beatty
- Charles Boyer
- Michael Caine
- Bradley Cooper
- Albert Finney
- Anthony Hopkins
- Burt Lancaster

3 nomineringar:

- Javier Bardem
- Humphrey Bogart
- Jeff Bridges
- James Cagney
- Montgomery Clift
- George Clooney
- Ronald Colman
- Bing Crosby
- Russell Crowe
- Johnny Depp
- Kirk Douglas
- Robert Duvall
- Morgan Freeman
- Clark Gable
- William Holden
- William Hurt
- Charles Laughton
- Marcello Mastroianni
- Viggo Mortensen
- Gary Oldman
- Joaquin Phoenix
- William Powell
- Will Smith
- Jon Voight
- Robin Williams

2 nomineringar:

- Alan Arkin
- Christian Bale
- Wallace Beery
- Adrien Brody
- Nicolas Cage
- Timothée Chalamet
- Tom Cruise
- Benedict Cumberbatch
- Matt Damon
- James Dean
- Colman Domingo
- Robert Donat
- Richard Dreyfuss
- Clint Eastwood
- José Ferrer
- Ralph Fiennes
- Peter Finch
- Colin Firth
- Henry Fonda
- Andrew Garfield
- Ryan Gosling
- Cary Grant
- Alec Guinness
- Gene Hackman
- Richard Harris
- Rex Harrison
- Leslie Howard
- Walter Huston
- Ben Kingsley
- Walter Matthau
- Robert Montgomery
- Nick Nolte
- Walter Pidgeon
- Brad Pitt
- Sidney Poitier
- Anthony Quinn
- Eddie Redmayne
- Mickey Rooney
- Geoffrey Rush
- Maximilian Schell
- George C. Scott
- Peter Sellers
- Rod Steiger
- John Travolta
- John Wayne

## Delat pris
En enda gång har priset delats mellan två tävlande; detta skedde 1932 då Fredric March och Wallace Beery delade på priset. March hade fått en enda juryröst mer än Beery, men eftersom marginalen dem emellan var så liten ansågs det mest rättvist att de fick varsin statyett. Enligt dagens regler låter detta sig inte göras.